# Diacria rampalae
Diacria rampalae is een slakkensoort uit de familie van de Cavoliniidae. De wetenschappelijke naam van de soort is voor het eerst geldig gepubliceerd in 1979 door Dupont.